# تيد ويلسون (سياسي)
تيد ويلسون (بالإنجليزية: Ted Wilson) هو سياسي أمريكي، ولد في 15 مايو 1939 في سولت ليك في الولايات المتحدة. حزبياً، نشط في الحزب الديمقراطي.